# Obereopsis bechynei
Obereopsis bechynei är en skalbaggsart som beskrevs av Stefan von Breuning 1953. Obereopsis bechynei ingår i släktet Obereopsis och familjen långhorningar. Inga underarter finns listade i Catalogue of Life.